# Singgah Mata
Singgah Mata is een bestuurslaag in het regentschap Aceh Utara van de provincie Atjeh, Indonesië. Singgah Mata telt 1230 inwoners (volkstelling 2010).